# 巴赫奇薩賴
巴赫奇薩賴（羅馬化：Bakhchysarai）是乌克兰克里米亚自治共和国（俄罗斯克里米亞共和國实际控制）巴赫奇萨赖区的城市及该区的行政中心。該市距離首府辛菲罗波尔30公里，始建於1532年，面積29.285平方公里，2021年人口数量為28,609人。歷史上巴赫奇薩賴曾為克里米亞汗國首都。

## 图集

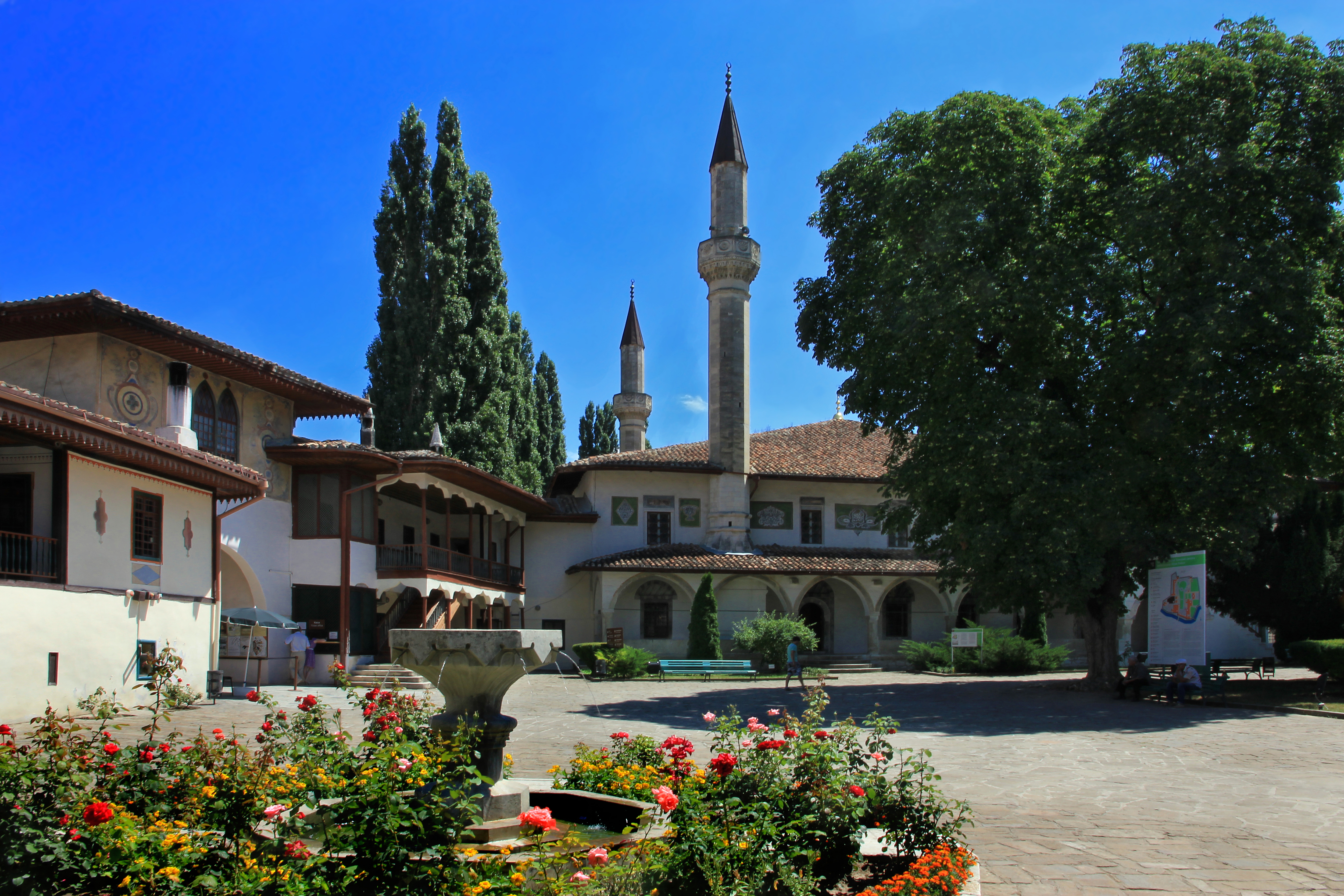
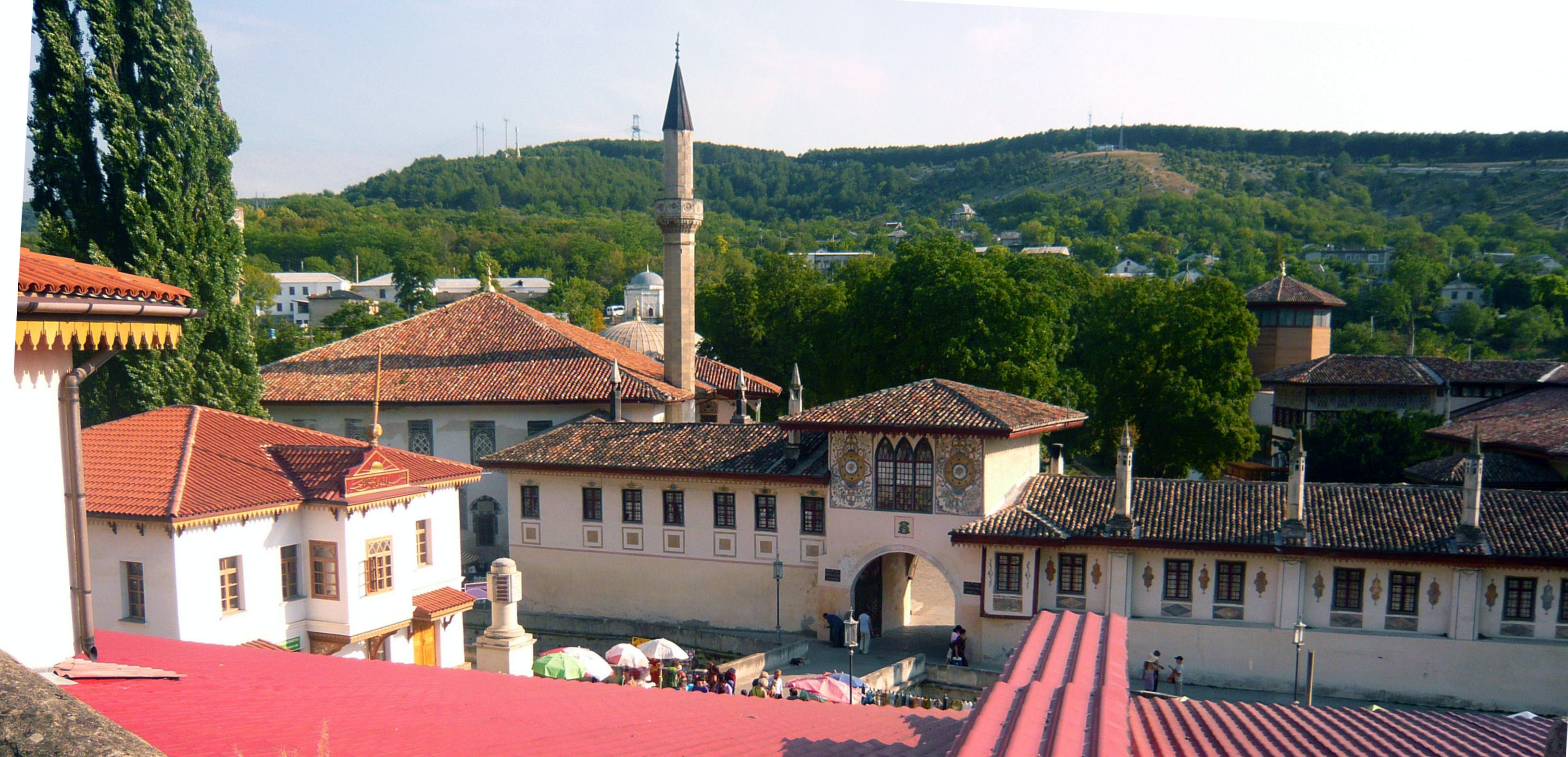
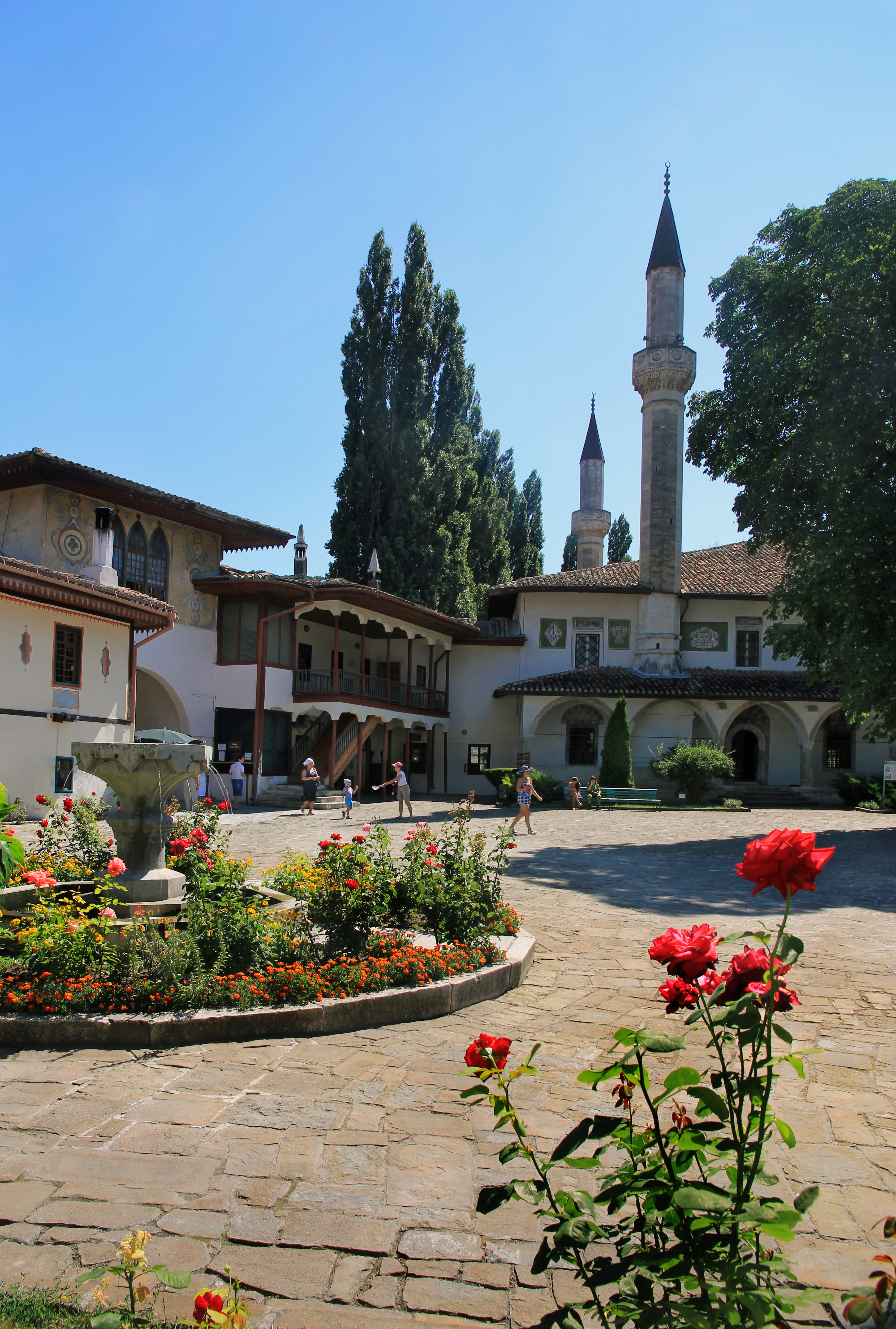
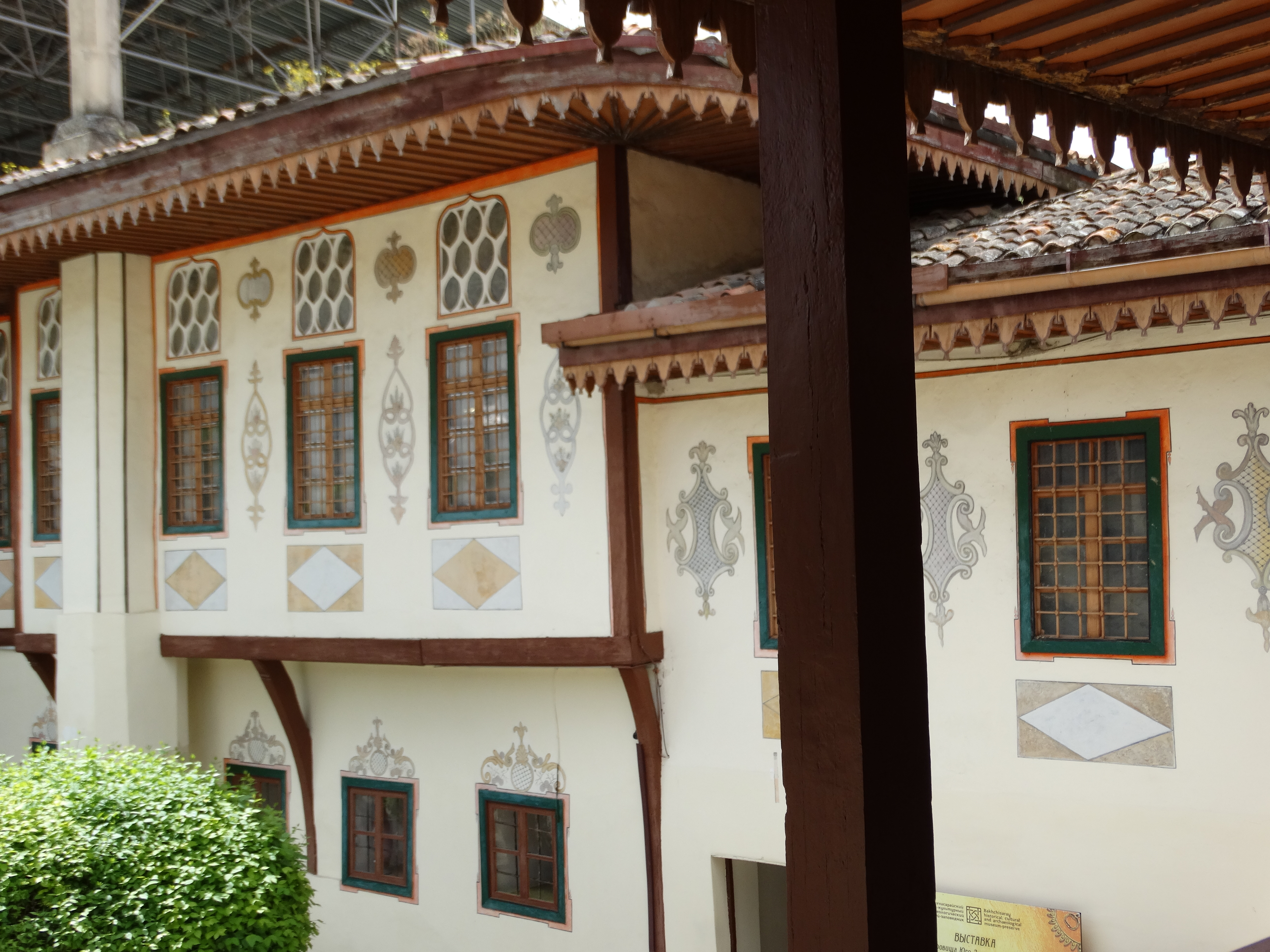
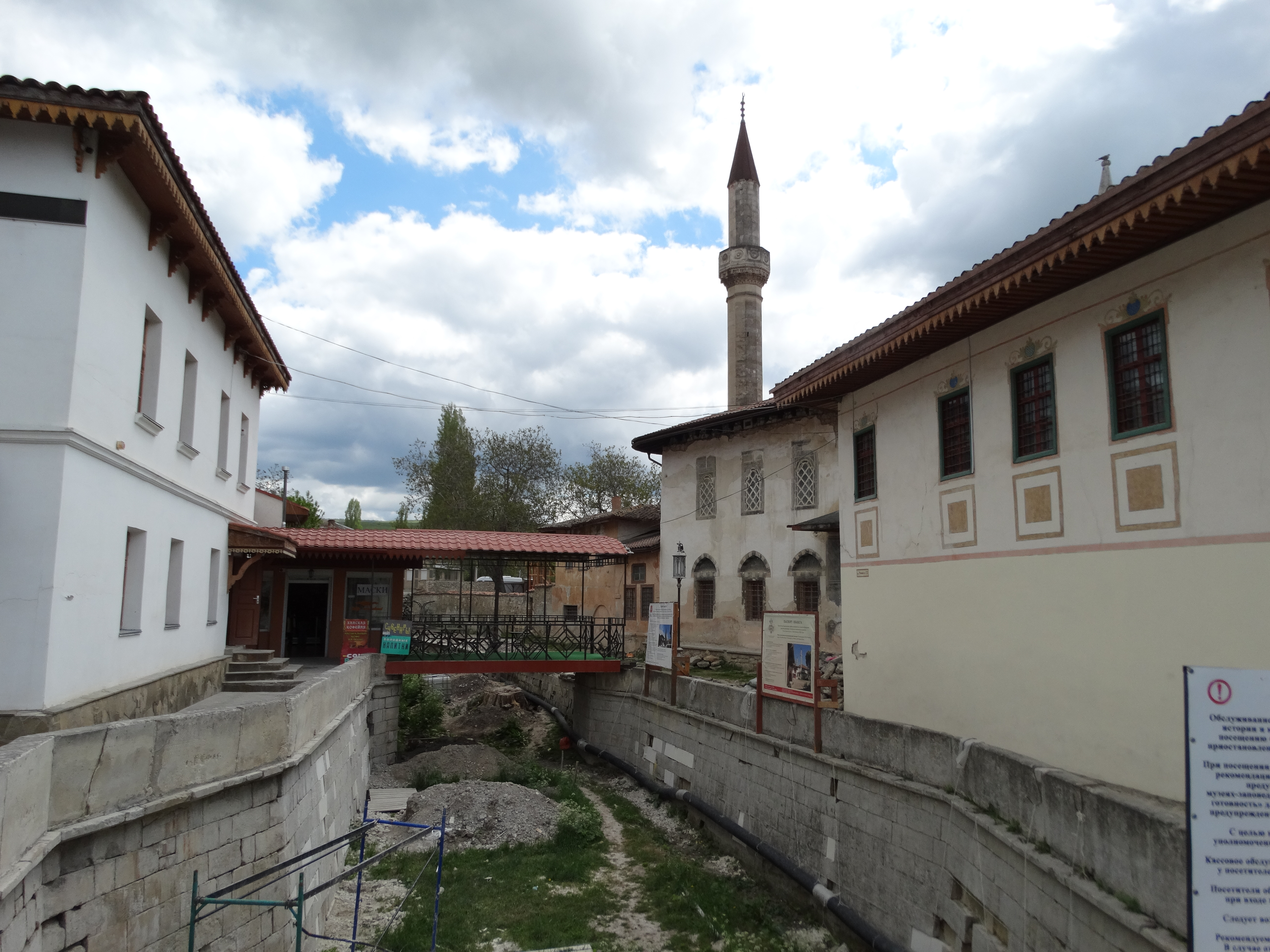
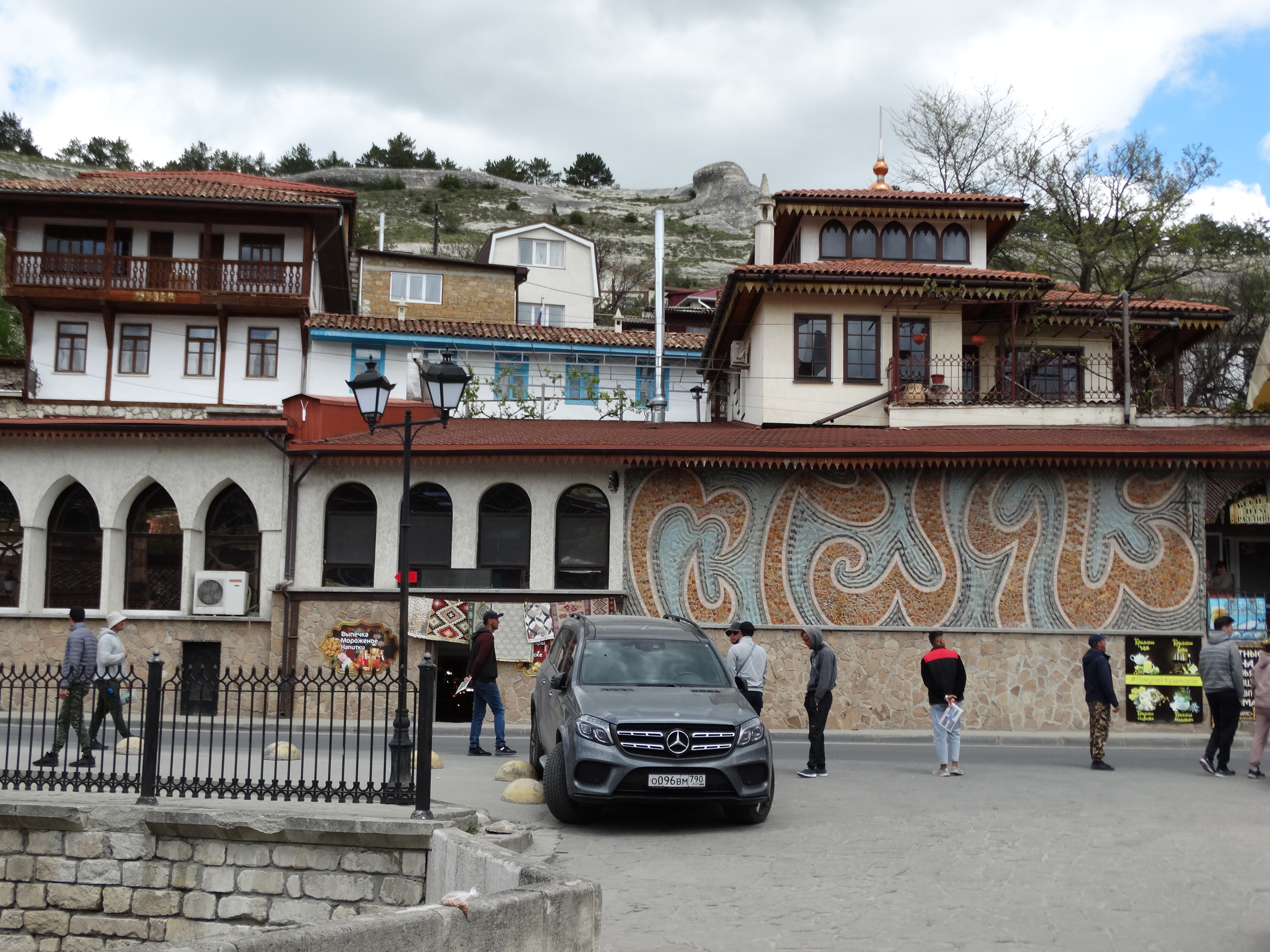
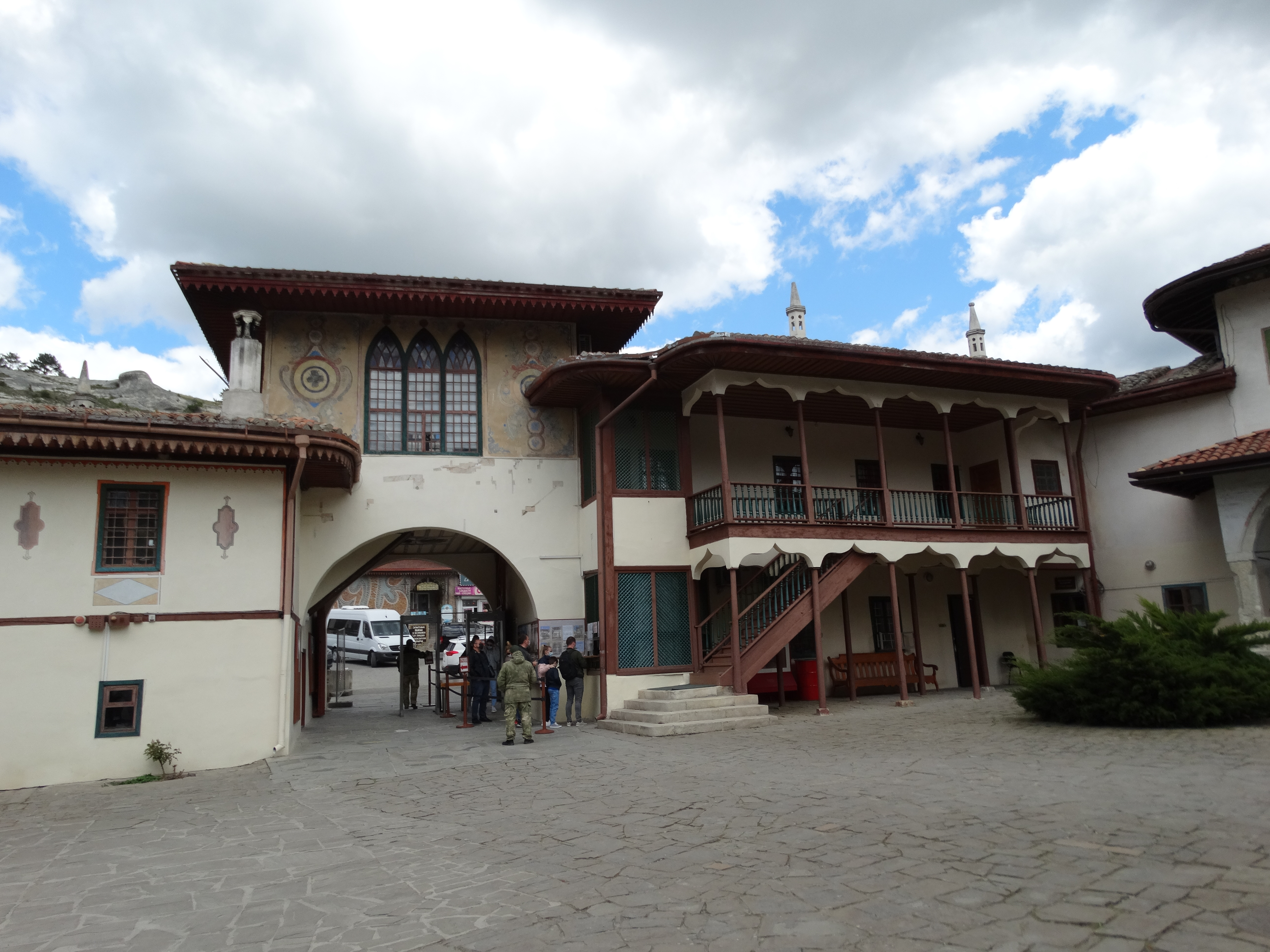
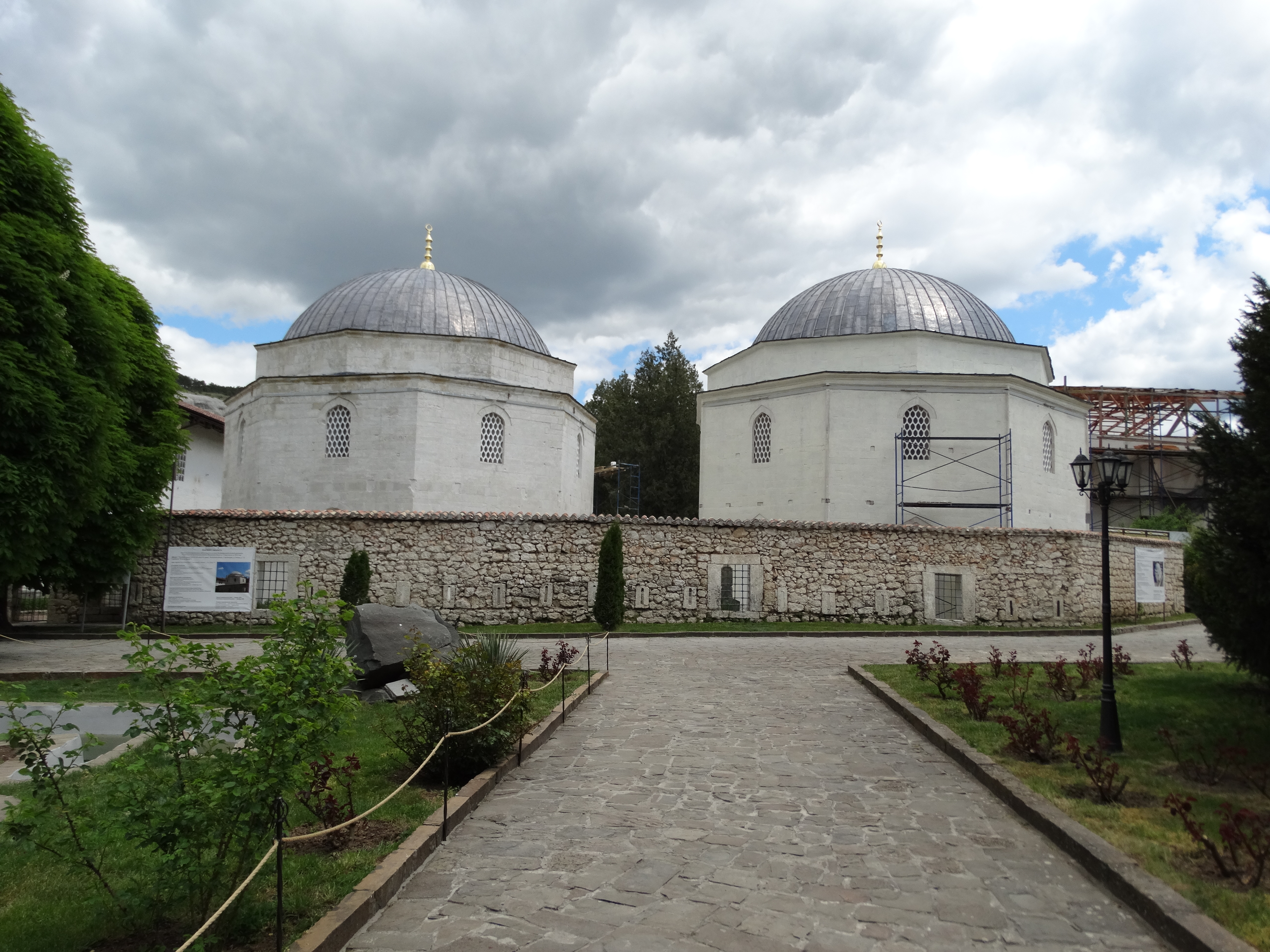
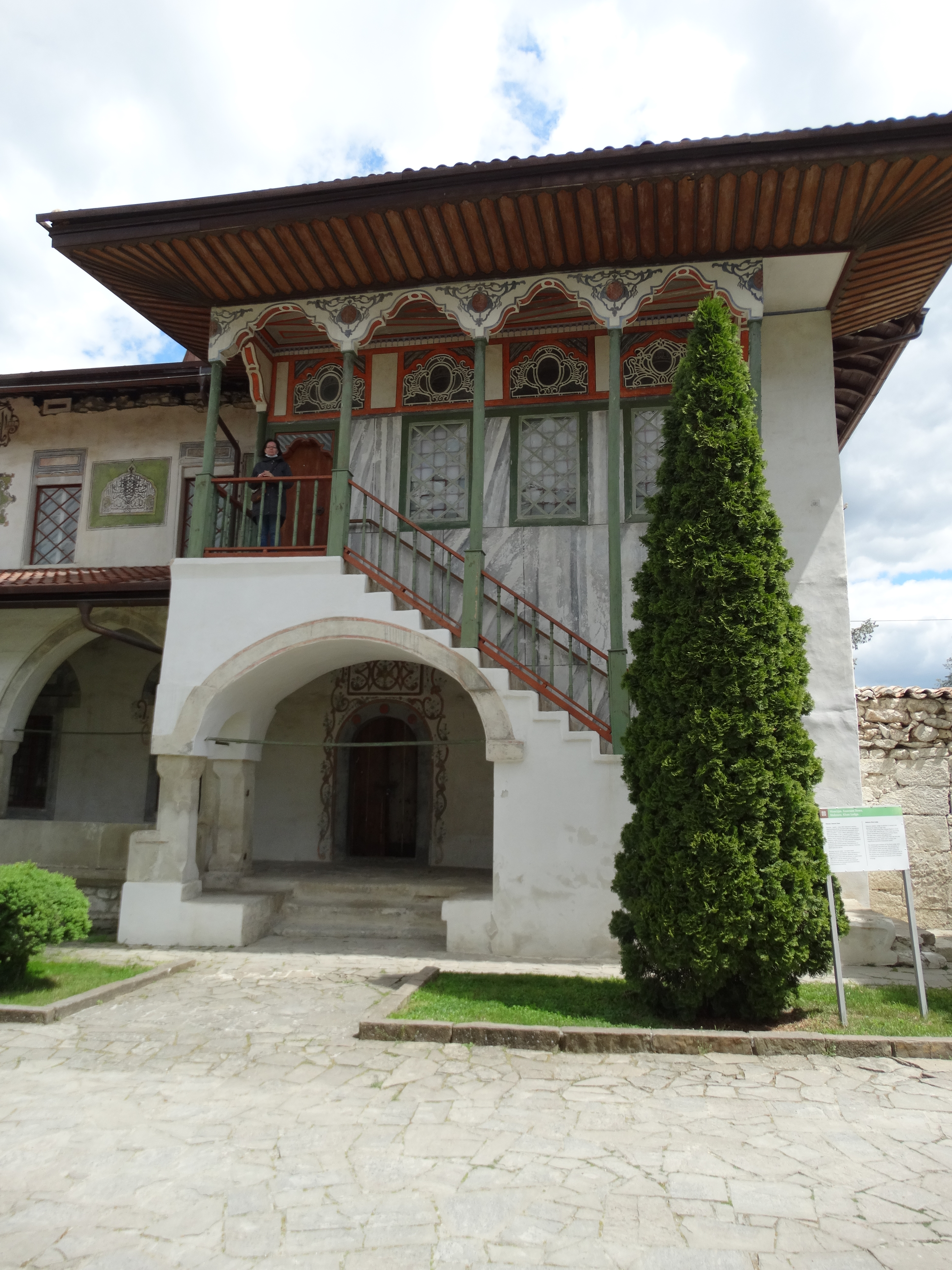
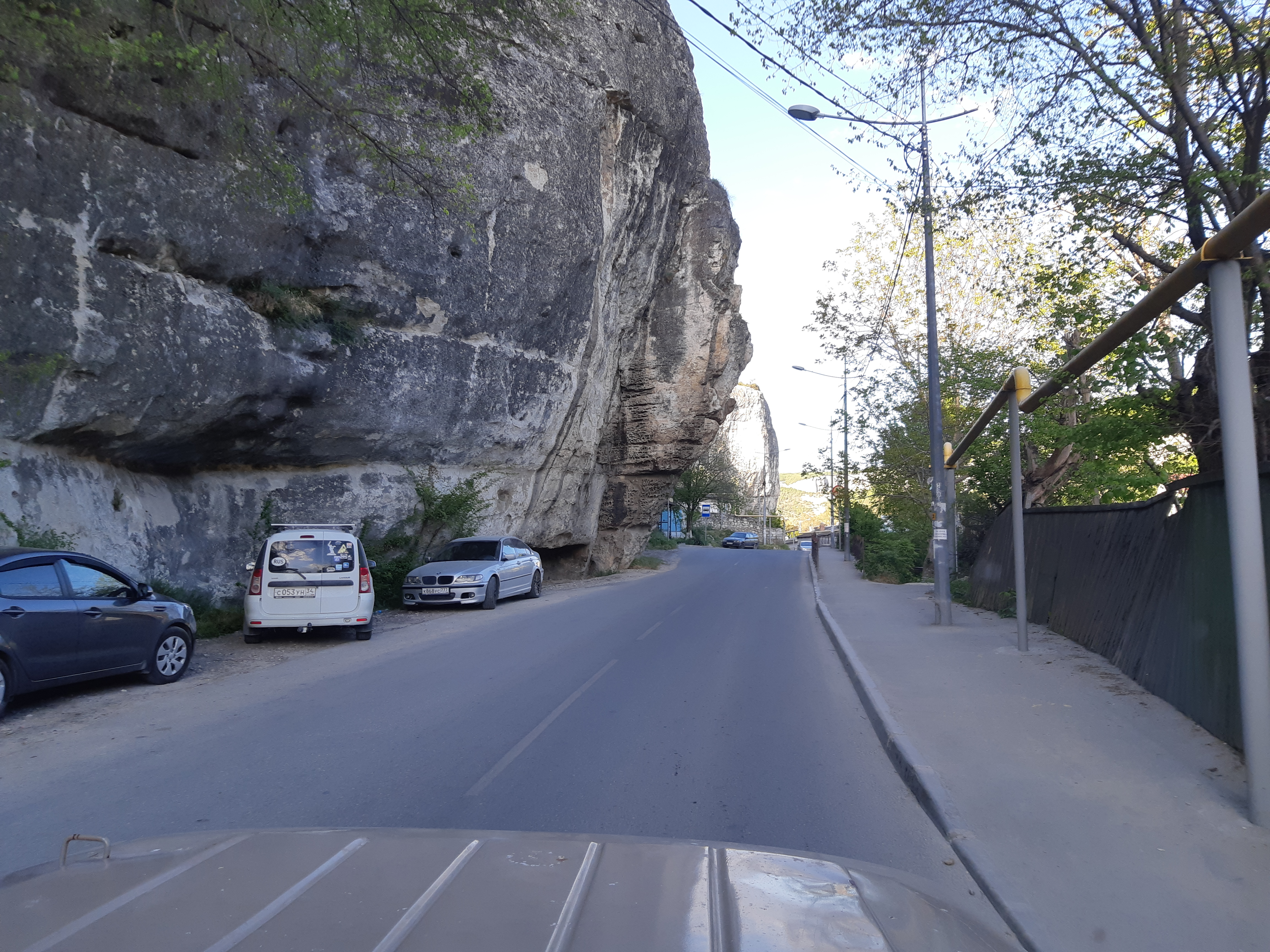
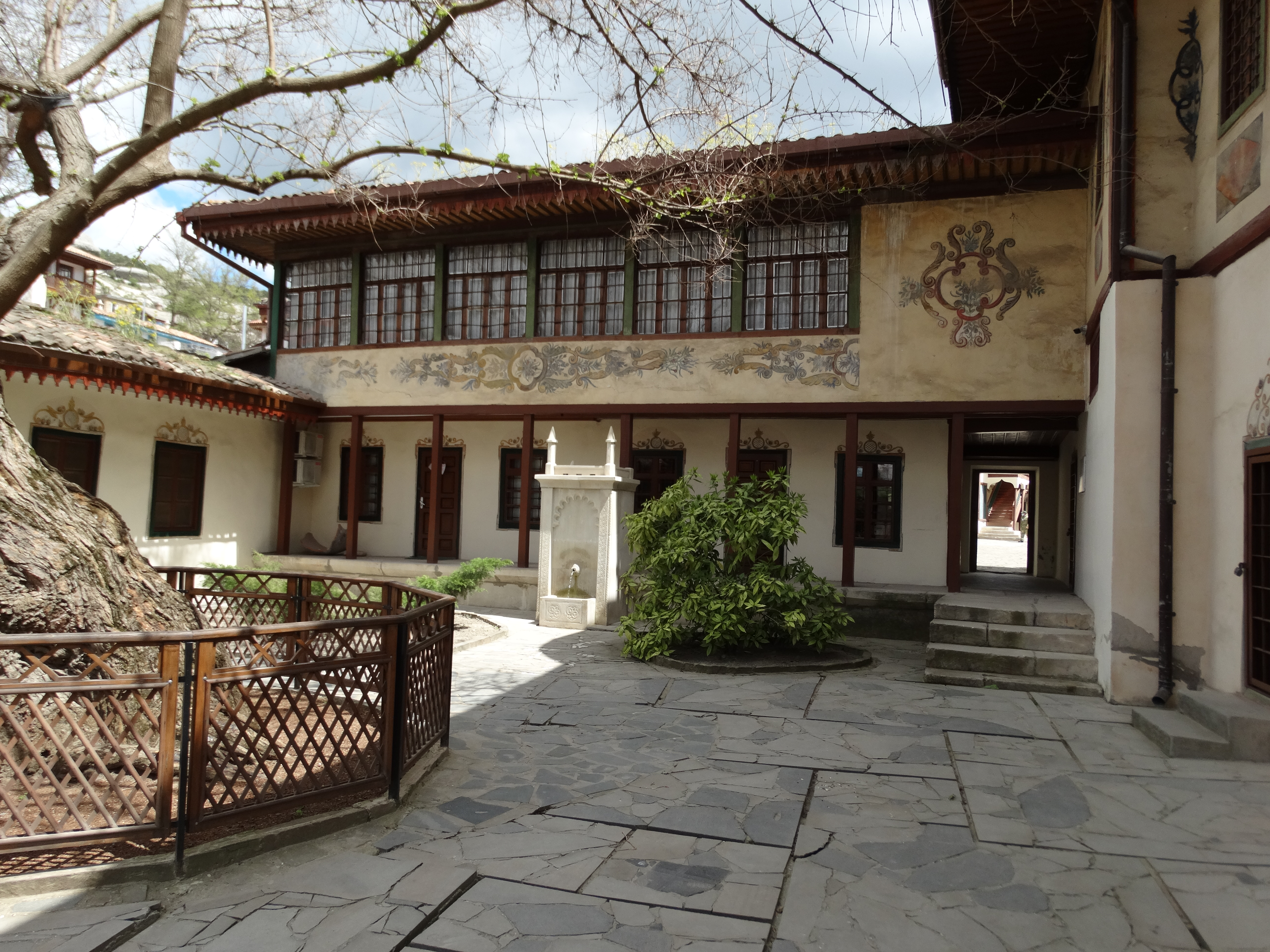
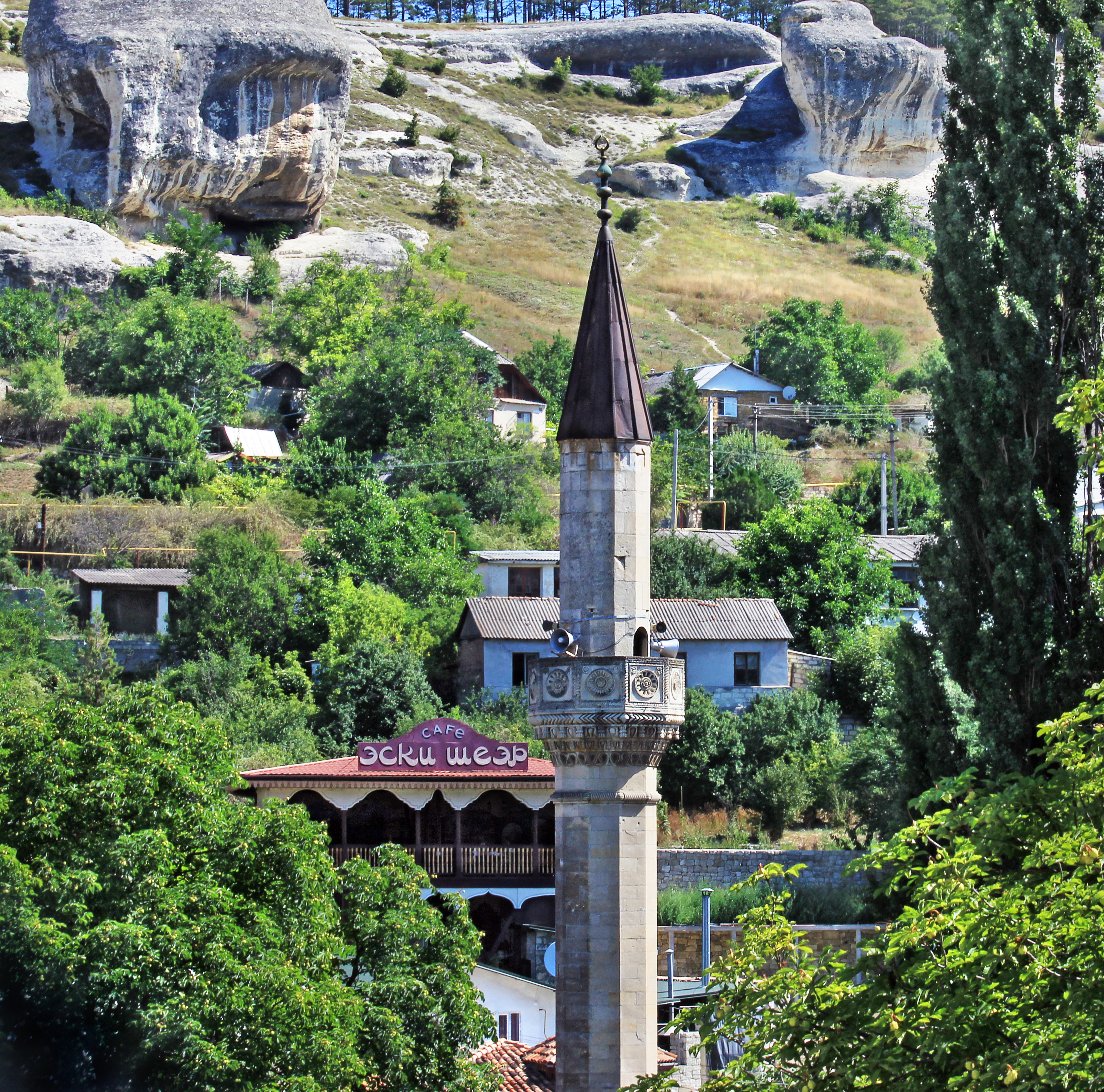
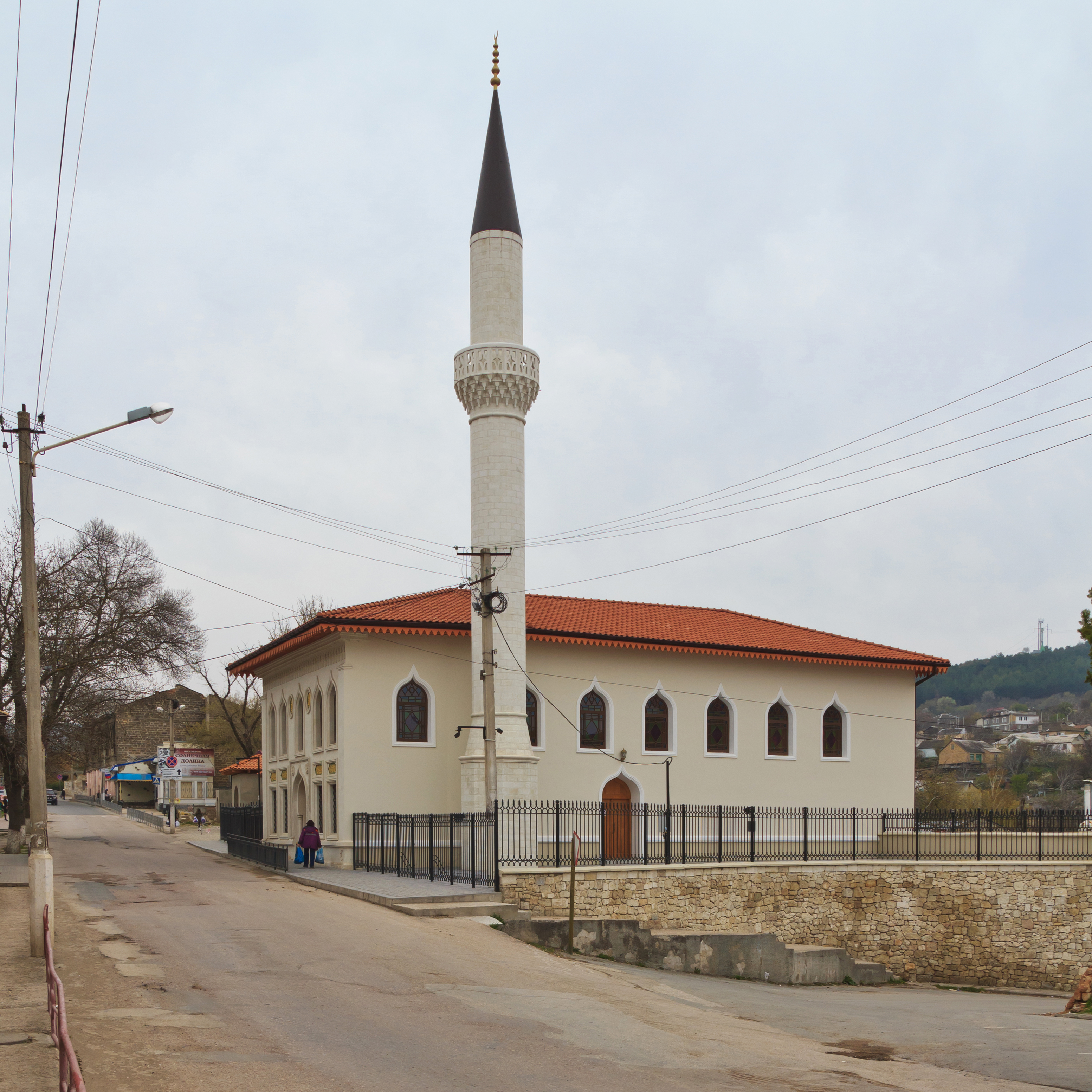
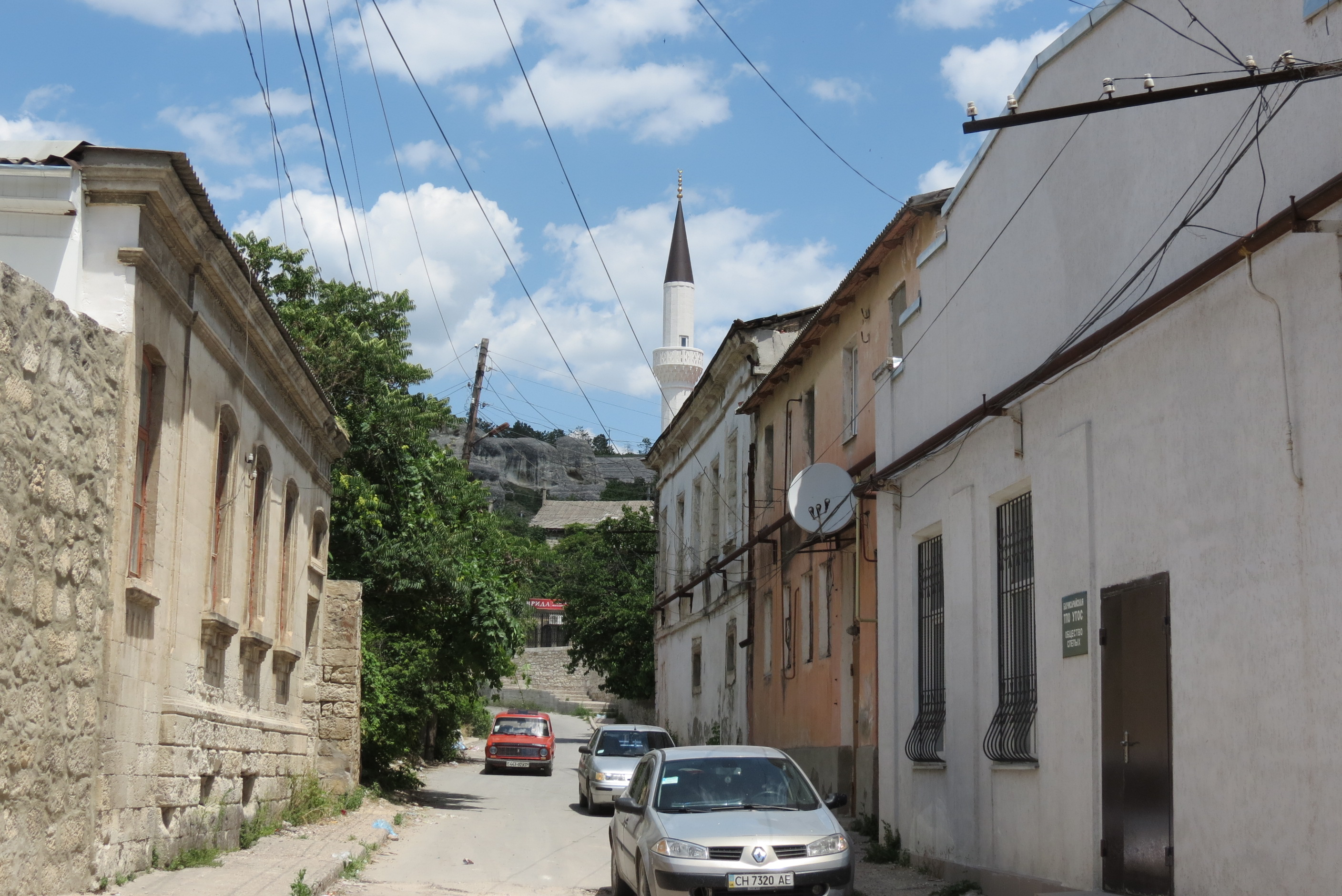
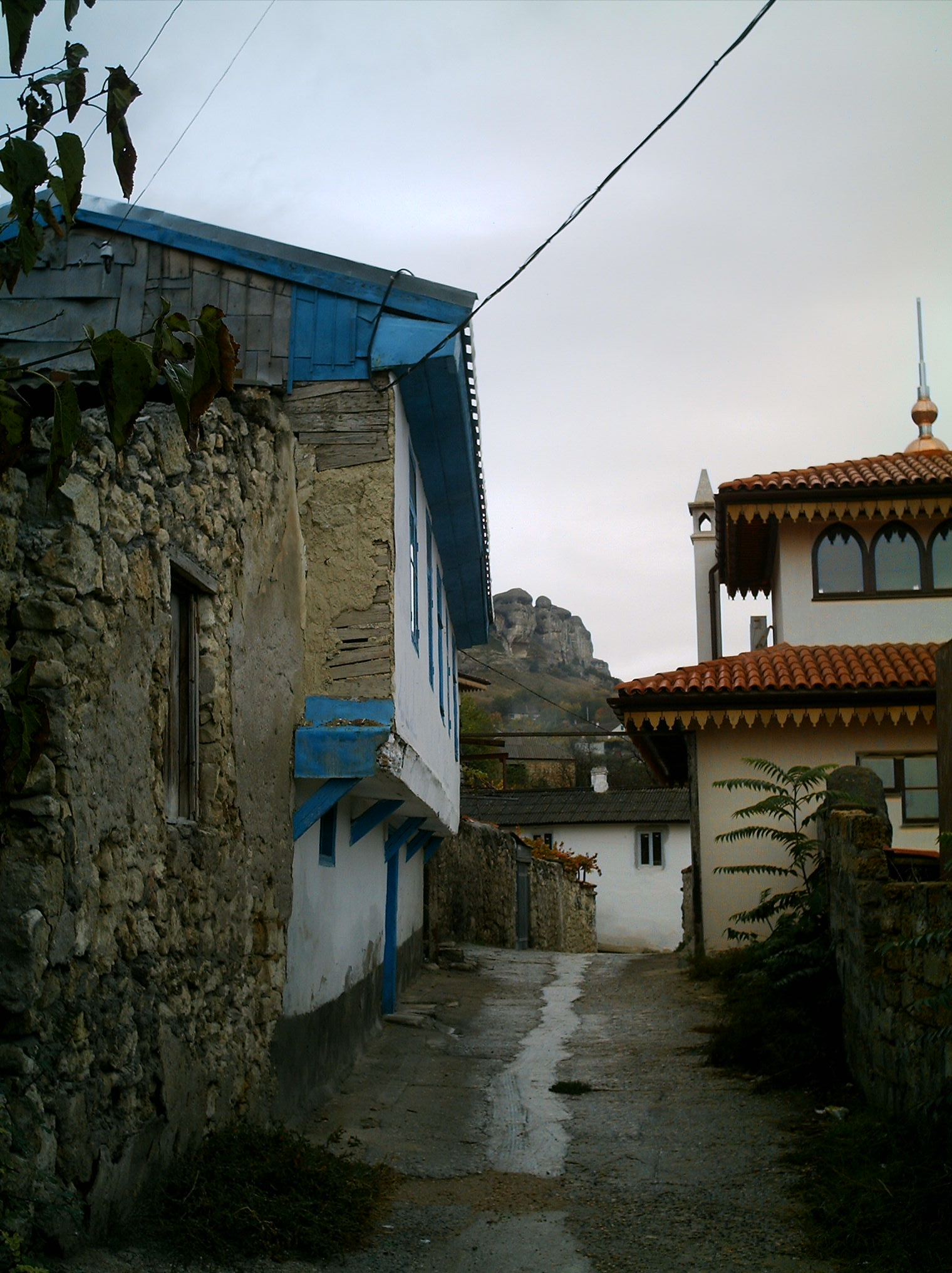
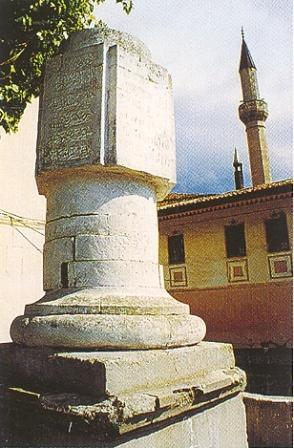
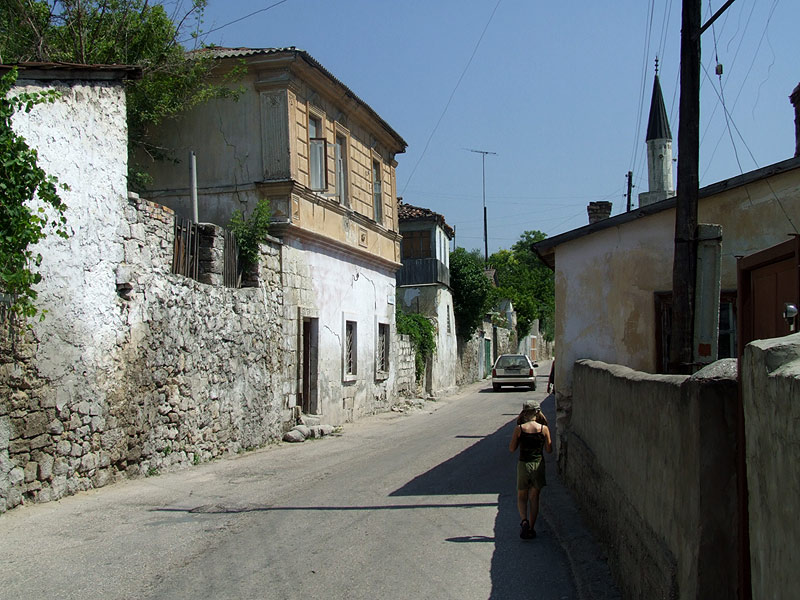

## 友好城市
- 俄羅斯 古谢夫[2]（2020年11月9日）